# Syberich Willems

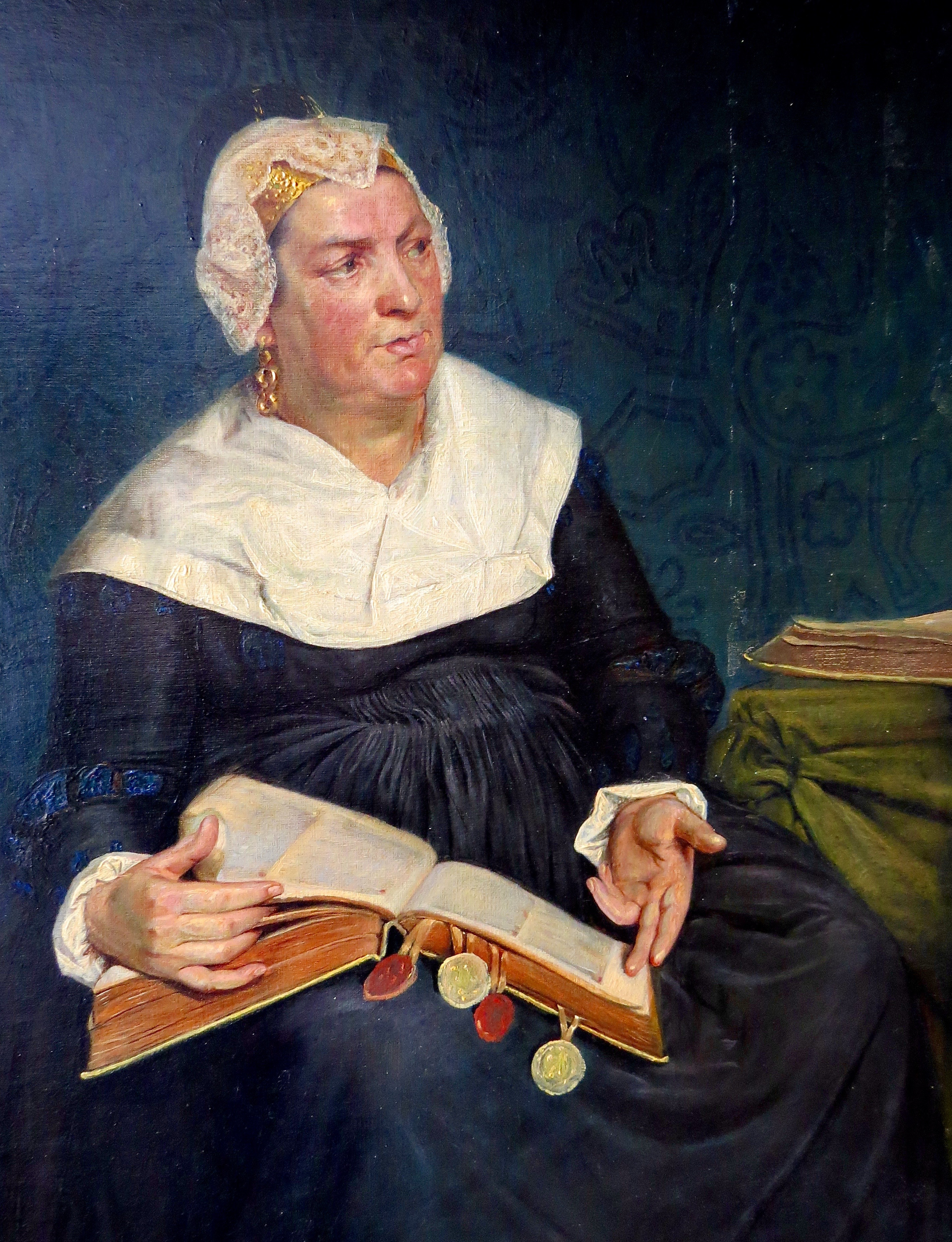
Syberich Willems, detail van een schilderij uit 1873.

Syberich Willems, ook wel Sigbrit Villums(datter) (Deense schrijfwijze), Sigbritta Wijlnis of Sybrich Willemsdr. (geboren in Amsterdam - gestorven ca. 1532) was een Deens-Noorse politica. Als moeder van Dyveke Sigbritsdochter, de maîtresse van koning Christiaan II van Denemarken, was ze betrokken bij het Deense koningshuis. Van 1519 tot 1523 was ze adviseur en de facto minister van financiën.

## Biografie
Vermoedelijk werd Syberich Willems geboren in Amsterdam, waar ze een groente- en fruithandel had. Mogelijk was ze betrokken bij de Oostzeehandel.
In 1507 was ze in Bergen (Noorwegen) eigenaar van een herberg; ze was toen al weduwe van Nicolaas, met wie ze een dochter had gekregen. Daarnaast verkocht ze brood en drank op de markt en in de haven. Dit jaar werd Syberichs dochter, Dyveke Sigbritsdochter (destijds ongeveer 19 jaar oud), samen met haar moeder uitgenodigd voor een koninklijk bal. Ze was door een vertrouweling van kroonprins Christiaan van Denemarken - te weten Erik Valkendorf - vanwege haar schoonheid onder de aandacht van de (toen nog) regent van Noorwegen gebracht. In 1513 werd Christiaan ingehuldigd als opvolger van zijn overleden vader; zijn minnares en haar moeder gingen mee naar Denemarken en konden zich vestigen op het koninklijk landgoed Hvidøre bij Klampenborg. Later, toen de relatie tussen Dyveke en de inmiddels met een ander getrouwde Christiaan onder vuur lag, werden Dyveke en Syberich naar Kopenhagen overgebracht. Op deze plaats kreeg Syberich een groeiende invloed op de koninklijke besluiten. De dood van Dyveke op 21 september 1517, mogelijk door moord, versterkte Syberichs grip op Christiaan.

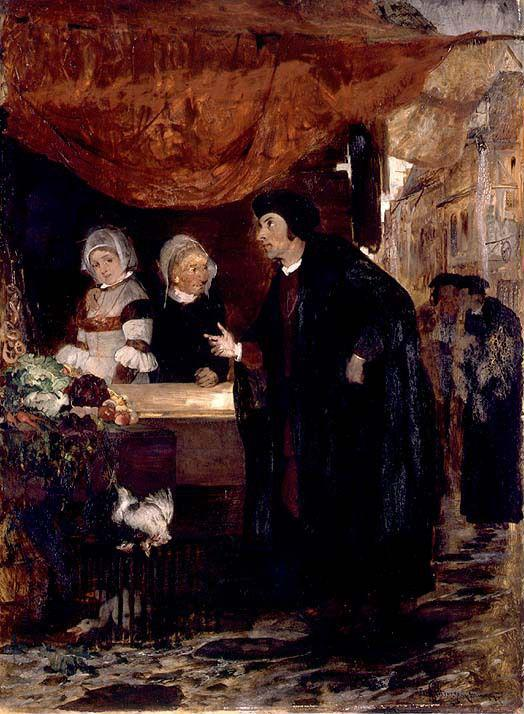
Voorstelling van hoe Valkendorf moeder en dochter op de markt tegenkomt. Schilderij door Eilif Peterssen, 1876.

Vormen van haar bestuurstaken waren het onderhandelen met gezanten en het persoonlijk raadgeven van de koning. Ook was in 1519 het beheer over de financiën aan Syberich toevertrouwd, waaronder de Sonttol. Ze maakte zich impopulair bij Hanzeaten toen ze die laatste verhoogde en verplaatste. Verdere kritiek van de Deense bevolking kreeg ze door het laten overkomen van Nederlandse boeren, waarvoor sommige Denen hun woning moesten verlaten.
In 1523 kwam de adel van Jutland in opstand tegen Christiaan II, omdat ze de oorlogsbelastingen te hoog vonden. Overigens was dit niet de eerste opstand en was in 1520 op bevel van de koning een bloedbad aangericht onder de Zweedse adel. Ditmaal kon Christiaan II zijn tegenstanders niet de baas en vluchtte hij met Syberich en zijn vrouw en kinderen naar de Nederlanden.
Hoewel Margaretha van Parma, de landvoogdes van de Nederlanden, haar hier verbannen had, kon Syberich zich toch ergens verschuilen. Mogelijk was dit in een klooster in Gelre. In een brief van keizer Karel V uit 1532 wordt Syberich als gevangene in Vilvoorde genoemd, waar ze vermoedelijk is terechtgesteld.

## Reputatie
In Denemarken was Syberich niet geliefd. Haar tijdgenoten zagen haar als een heks vanwege haar kennis van kruiden en de invloed die ze uitoefende op de koning. Enkele Nederlandse historici hebben haar echter wel voorgesteld als een positief persoon, een 'typisch Hollandse' vrouw met liberale en democratische karaktertrekken. In die voorstelling zou juist Christiaan II de kwaadwillende persoon zijn.

## Trivia
- De natuurkundige Paracelsus schreef na een bezoek aan Kopenhagen dat hij van Syberich een recept voor een gezondheidsdrankje had gekregen.
- Over Syberich Willems werd het toneelstuk Hos Sigbrit geschreven.